# Barbus mawambiensis
Barbus mawambiensis är en fiskart som beskrevs av Steindachner, 1911. Barbus mawambiensis ingår i släktet Barbus och familjen karpfiskar. IUCN kategoriserar arten globalt som livskraftig. Inga underarter finns listade.